# Levantino
Levantino ist eine aus Bad Aibling, Oberbayern stammende Band, die aus den Brüdern Michl und Max Bloching sowie Tom Wörndl besteht. Das Trio bewegt sich zwischen Indie, Weltmusik und Jazz.

## Geschichte
Levantino entstand aus einer Schulband am Gymnasium Bad Aibling. Das erste Mal spielten die jetzigen Mitglieder im Jahr 2007 zusammen. Die aktuelle Besetzung tritt seit 2010 unter dem Namen Levantino auf.
Anfangs war Levantino vor allem eine Liveband, die für Feste oder als Hintergrundmusik gebucht wurde. Zum Repertoire der Band gehörte vorwiegend Klezmer und Musik aus der Mittelmeerregion.
Die zweite selbstveröffentlichte Levantino EP, die 2011 nach einer Mittelmeerreise und Straßenmusiktour aufgenommen wurde, brachte vermehrt Aufmerksamkeit und Konzerte in Deutschland, Italien und der Schweiz mit sich.
2013 verließ Max Bloching als letztes Bandmitglied die Schule und die Band unterschrieb einen Plattenvertrag bei GLM Music. Das Debütalbum Chapter One ist am 28. März 2014 erscheinen.
Seit November 2013 spielen die Mitglieder von Levantino als Teil einer Inszenierung von Christian Stückl am Münchner Volkstheater das Stück Ghetto von Joshua Sobol.
Am 28. März 2014 wurde das Debüt-Album "Chapter One" beim Tournee-Auftakt im Milla-Club offiziell vorgestellt.

## Diskografie
- 2010: Levantino
- 2012: Levantino EP
- 2014: Chapter One[4][7]

## Auszeichnungen
- 2010: Jazz Juniors Landeswettbewerb[8]
- 2012: Kulturförderpreis des Landkreises Rosenheim[9]
- 2013: 1. Platz des Creole Weltmusik Wettbewerbs Bayern, mit Vorrücken ins Bundesfinale[10]
- 2014: Finale des „European Young Artists’ Jazz Award Burghausen“[11]